# Neotanypeza rutila
Neotanypeza rutila is een vliegensoort uit de familie van de langpootvliegen (Tanypezidae). De wetenschappelijke naam van de soort werd voor het eerst geldig gepubliceerd in 1897 door Frederik Maurits van der Wulp.